# Insentiraja
Insentiraja (von lateinisch in = ohne + sentis = Dorn + Raja = Rochen) ist eine Gattung kleiner Weichnasenrochen (Arhynchobatidae), die im zentralen Indopazifik von Luzon im Norden bis zur Nordwest- und Nordostküste von Australien im Süden vorkommt. Die Gattung wurde als Untergattung von Pavoraja beschrieben, gilt heute aber als eigenständig.

## Merkmale
Insentiraja-Arten werden maximal 55 bis 57 cm lang und haben eine herzförmige Kopf-Rumpf-Scheibe, die mit eng beieinander stehenden kleinen Schuppen besetzt ist. Die Bauchseite ist glatt und die Haut dort ist transparent. Auf beiden Seiten sitzt die Haut relativ lose am Körper. Größere Dornen in der Augenregion fehlen meistens. Eine Dornenreihe in der Mitte der Rückenlinie und auf der Mitte des Schwanzes fehlt, worauf bei der Gattungsbezeichnung hingewiesen wird. Rückenflossen können vorhanden sein oder fehlen. Der Schwanz ist sehr dünn und lang. Insentiraja-Arten sind ovipar.

## Arten
Es gibt zwei Arten:
- Insentiraja laxipella (Yearsley & Last, 1992)
- Insentiraja subtilispinosa (Stehmann, 1989)